# Pucará de Turi
El Pucará de Turi es un monumento histórico de carácter arqueológico localizado en la localidad de Turi, ubicada en la comuna de Calama, Región de Antofagasta, Chile. Se ubica a 47 km al noroeste del pueblo San Francisco de Chiu Chiu.
Pertenece al conjunto de monumentos nacionales de Chile desde el año 1983 en virtud del Decreto supremo 36 del 7 de enero del mismo año; se encuentra en la categoría «Monumentos Históricos».

## Historia

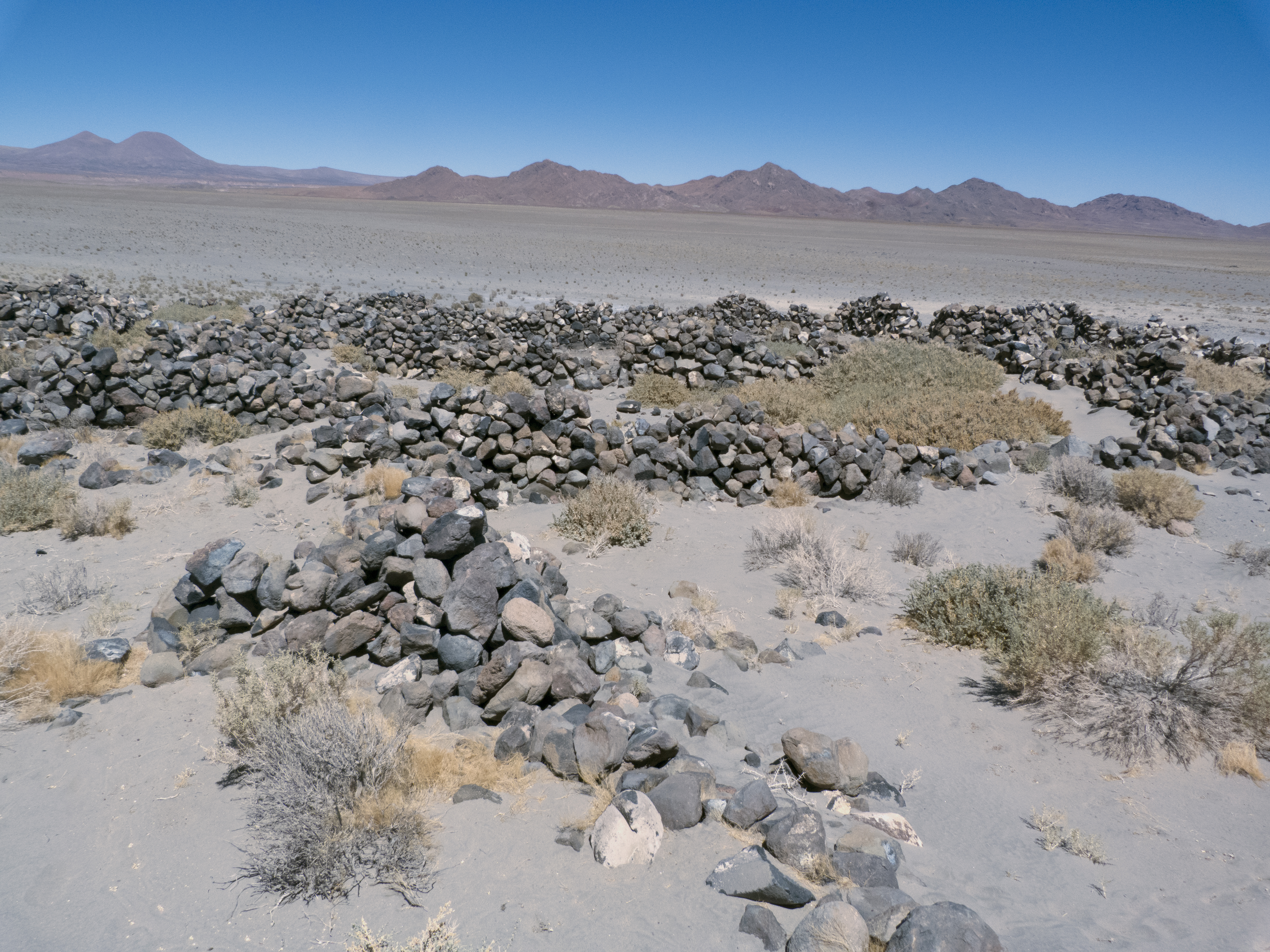
Vista del Pucará de Turi.

El pucará —del quechua fortaleza o cerro fortificado— es una construcción prehispánica en piedra ubicada en el área de Turi, una aldea a 3000 m s. n. m. con una extensión de 4 ha aproximadamente. Es «el complejo arquitectónico más grande construido por la cultura atacameña».
Se ha determinado que su edificación se remontaría al año 1250 aproximadamente; mientras que a inicios del siglo XV, el Inca Túpac Yupanqui conquista a los atacamas, y alrededor de 1470 d. C. el conjunto prehispánico sufre una serie de modificaciones con la instalación de estructuras incaicas, entre ellos un kallanka, de 26 m de largo que estaba cubierto de un techo de dos aguas. El sector cobijó «viviendas rectangulares de unos 4x5 metros, con silos, ambos de techo plano con cubierta de barro»; en efecto, «dentro del complejo, hay aproximadamente 620 recintos de diferentes dimensiones y morfologías, distinguiéndose algunas estructuras simples de forma irregular y otras más complejas, que comprenden varios recintos intercomunicado».